# Knox (contea di Clarion, Pennsylvania)
Knox è un comune (borough) degli Stati Uniti d'America, situato nello stato della Pennsylvania, nella contea di Clarion.